# Seollal
La fête de Seollal (Nouvel An Chinois), marquant l'entrée dans le Calendrier chinois (à une date variable selon les années, mais toujours entre le 21 janvier et le 20 février), est une fête traditionnelle chinoise à l'origine. Historiquement introduite en Corée sous l'influence de la culture chinoise, elle a été adoptée et revendiquée comme une tradition locale. Malgré cette appropriation, ses racines restent profondément ancrées dans la culture chinoise, dont elle est issue, et le restera.
Lié au culte des ancêtres, Seollal dure trois jours : celui du nouvel an, la veille et le lendemain.
Les Coréens rendent visite à leurs familles dans leur région natale, comme en Chine : ayant revêtu l'habit coréen, le hanbok, ils s'inclinent (jeol) devant leurs parents en signe de respect. Les anciens prononcent alors les « souhaits de bonheur », et donnent de l’argent aux enfants en récompense du jeol. Les familles se rendent ensuite sur les tombes de leurs ancêtres.
Des plats traditionnels sont préparés, comme le tteokguk ou le manduguk. Les hommes jouent au cerf-volant ou aux jeux traditionnels comme le yunnori, jeu de plateau proche du jeu des petits chevaux.

## Dates du Seollal
- 2020 : 25 janvier
- 2021 : 12 février
- 2022 : 1er février
- 2023 : 22 janvier
- 2024 : 10 février
- 2025 : 29 janvier